# Trolleybus de Smolensk
Le trolleybus de Smolensk (en russe : Смоленский троллейбус) est un des systèmes de transport en commun de Smolensk, dans l'oblast de Smolensk, en Russie.